# Фридерика Генриетта Ангальт-Бернбургская
Фридерика Генриетта Ангальт-Бернбургская (нем. Friederike Henriette von Anhalt-Bernburg; 24 января 1702, Бернбург — 4 апреля 1723, Кётен) — принцесса из династии Асканиев, в замужестве княгиня Ангальт-Кётенская.

## Биография
Фридерика Генриетта — дочь князя Карла Фридриха Ангальт-Бернбургского и его первой супруги Софии Альбертины, дочери графа Георга Фридриха Сольмс-Зонненвальдского.
11 декабря 1721 года в Кётене Фридерика Генриетта вышла замуж за Леопольда Ангальт-Кётенского. В отличие от своего супруга Фридерика Генриетта практически не испытывала интереса к музыке, и ей даже удалось убедить мужа забросить своё увлечение. Следствием этого стал отъезд Иоганна Себастьяна Баха в Лейпциг.
Фридерика Генриетта, страдавшая «лёгочной слабостью», умерла в 21 год и была похоронена в кётенской церкви Св. Якова.

## Потомки
- Гизела Агнесса (1722—1751), замужем за Леопольдом II Максимилианом Ангальт-Дессауским (1700—1751)